# Harpun
En harpun er et kastespyd med modhage(r) og gerne en line til at indhale byttet.
Moderne harpuner kastes ikke, men affyres. Store harpuner affyres fra en kanon, små harpuner fra et særligt affyringsaggregat. Ofte ses affyringsaggregatet og kastespyddet under ét betegnet som en harpun.
Store harpuner bruges i dag især til hvalfangst, mens små harpuner bruges ved dykning.
Små harpuner kan bruge flere forskellige former for drivkraft: Elastik, fjeder eller trykluft. Fælles for disse 3 er at de lades ved håndkraft.
Større harpuner kan drives af gas eller el.

## Galleri
- Unaaq
- Hvalharpun
- Hvalfangst med håndharpun i 1700-tallet
- Granatharpun i brug

## Harpuner i Danmark
Der kræves ikke våbentilladelse for at eje, bære, besidde eller anvende håndkraftladede harpuner i Danmark, hvis man er over 18 år.
Gas- eller eldrevne harpuner forekommer ikke ofte i Danmark, da de største af de små harpuner sagtens kan harpunere de største jagtbare fisk i de danske farvande.

## Flådehelikoptere
Når en helikopter skal lande på et krigsskib i dårligt vejr, fx et inspektionsskib i Nordatlanten, kan den, når hjulene har kontakt, affyre en harpun ned i en rist i helikopterdækket. Derved glider helikopteren ikke i vandet. En canadisk version (Beartrap) affyrer harpunen når helikopteren svæver over helikopterdækket. Et spil trækker så helikopteren ned på plads, og holder den fast.  
- Dansk Lynx på dækket af inspektionsskibet VÆDDEREN i Prins Christians Sund - 2008
- Nærbillede af harpunen